# Wax (album de KT Tunstall)
Wax est le sixième album studio de KT Tunstall sorti le 5 octobre 2018. Un premier single, The River, a été dévoilé.

## Liste des chansons
| No  | Titre                     | Durée |
| --- | ------------------------- | ----- |
| 1.  | Little Red Thread         | 3:27  |
| 2.  | Human Being               | 3:29  |
| 3.  | The River                 | 3:41  |
| 4.  | The Mountain              | 3:58  |
| 5.  | The Healer (Redux)        | 3:48  |
| 6.  | Dark Side of Me           | 3:36  |
| 7.  | Poison in Your Cup        | 3:49  |
| 8.  | Backlash & Vinegar        | 4:06  |
| 9.  | In This Body              | 3:21  |
| 10. | The Night That Bowie Died | 3:50  |
| 11. | Tiny Love                 | 4:37  |